# امیل هومل
امیل هومل (انگلیسی: Emil Hummel؛ زادهٔ ۱۹۱۱) بازیکن فوتبال است.
از باشگاه‌هایی که در آن بازی کرده‌است می‌توان به باشگاه فوتبال بازل اشاره کرد.